# Ærøxpressen
ÆrøXpressen A/S er et dansk færgeselskab, hjemmehørende Marstal på Ærø, der 18 december 2019 oprettede færgeruten Marstal-Rudkøbing på Langeland, med den nybyggede færge M/F Ærøxpressen. Færgen har plads til 30 personbiler og 197 passagerer. Overfartstiden er 50 minutter. Selskabets adresse er Havnepladsen 8 B, 5960 Marstal.
Færgen er en hybridløsning med diesel- og el til fremdrivning, og det forventes at fartøjet efter en årrække vil kunne konverteres til ren el-drift, når teknologien bliver billigere og lettere.
Selskabets bestyrelse består pr. Maj 2023 af: Claus Peter Skov (formand), Leif Keld Jensen (næstformand), Boye Kromann, Bo Knold Kristensen, Ole Jensen og Michael Hansen.
Selskabet ÆrøXpressen har valgt at udelade det indledende "e" i expressen, da Ærø på engelsk skrives Aeroe, og læseligheden ved den valgte stavemåde forbedres.

## Eksterne henvisning og kilde
- aeroexpressen.dk